# Південний Парс
Південний Парс — найбільше у світі газоконденсатне родовище, розташоване в Ірані ( Перська затока) приблизно за 100 км від берегової лінії і розділене ірано-катарським кордоном.

## Історія
У 1997 р. «Національна іранська нафтова компанія» як замовник і міжнародний консорціум (до складу якого увійшли компанія «TotalFinaElf» — 40 %, ВАТ «Газпром» — 30 % і малайзійська компанія «Petronas» — 30 %) як підрядник уклали сервісний контракт на роботи по II і III фазі розвитку родовища «Південний Парс». У 1998 р. всі учасники проекту підписали «Угоду про спільне управління проектом», а також створили його органи управління — Спільний комітет по управлінню проектом і Операційний комітет. Станом на 2003 р. закінчене будівництво двох видобувних платформ — SPD-3 і SPD-4; здійснено буріння, будівництво і підключення до кожної з платформ 10 добувних свердловин; споруджені морські газопроводи до берегового газопереробного заводу, який забезпечить підготовку газу, в тому числі знесірчення, відбензинування, сушку. 15 лютого 2003 в м. Ассалує відбулася офіційна церемонія відкриття пускового комплексу II і III черги родовища «Південний Парс». Введення потужностей II і III фаз забезпечить видобуток 20 млрд м³ газу і 3,5 млн т стабільного газового конденсату на рік.

## Характеристика
Запаси природного газу на родовищі складають близько 3,5 трлн м³, газового конденсату — 600 млн т.
За даними державної компанії NIOC родовище «Південний Парс», що складається з чотирьох самостійних покладів, може забезпечити видобуток в 226 млн м³/добу (82,5 млрд м³/рік). Освоєння родовища розбите на 12 стадій (фаз), кожна з яких є самостійним проектом. Реалізацію першої стадії здійснює державна Petroleum Development and Engineering Co. (PEDEC); очікуваний видобуток — 9,2 млрд м³ газу і 1,7 млн т конденсату на рік. Термін початку видобутку 2002–2003 рр. Друга і третя стадії — за консорціумом в складі компаній Total (40 % капіталу), «Газпром» (30 %) і малайзійської Petronas (30 %). Початок видобутку — 2002 р.; очікуваний рівень — 20 млрд м³ газу і 3,6 млн т конденсату. IV і V стадії розробки родов., вартістю по $1,9 млрд кожна, будуть здійснюватися компаніями ENI і Petropars (яка на 60 % належить компанії NIOC) і включають будівництво в порту Бендер-Еселує газопереробного заводу. Роботи в рамках VI-VIII стадій, передбачають видобуток 29 млрд м³/рік газу і 5 млн т конденсату (компанії — Petropars та британська Enterprise Oil). IX-XII стадії розробки родовища планують здійснити компанії BG, TotalFinaElf і Shell. Планується, що XV-XVI фази освоєння родовища забезпечать видобуток 50 млн м³/добу газу для продажу на внутрішньому ринку, виробництво 1 млн т/рік зрідженого нафтового газу (LPG), 80 тис. бар/добу конденсату на експорт і 1 млн т/рік етану — для використання у якості нафтохімічної сировини.